# I. Artakhsaszjá perzsa király
I. Artakhsaszjá akhaimenida perzsa nagykirály (óperzsa 𐎠𐎼𐎫𐏋𐎠𐏂𐎠 a-ra-ta-xš-a-ça-a, vagy 𐎠𐎼𐎫𐎧𐏁𐏂𐎠 a-ra-ta-xa-ša-ça-a, normalizált alakja mindkettőnek Artaxšaçā, ismert hellén nevén Ἀρταξέρξης) I. Artaxerxész (Kr. e. 500 körül – Kr. e. 424. december 25., Szúsza, Elám) perzsa király Kr. e. 465-től haláláig. A Hosszúkezű (görögül Makrokheir, latinul Longimanus) ragadványnévvel is ismert.
Uralkodása alatt kiújultak a háborúk a görögökkel, de hajóhada Kr. e. 449-ben Szalamisznál az athéniektől vereséget szenvedett, s ennek következtében jött létre a Kalliasz-féle béke, ami véget vetett a görög-perzsa háborúknak. Nevével találkozunk a Bibliában is, az ő uralkodása alatt tevékenykedett Ezdrás és Nehemiás, a fogság utáni zsidó közösség és Jeruzsálem újjáépítői. Vele kezdődött meg az Akhaimenida Birodalom lassú hanyatlása.

## Élete
I. Khsajársá (I. Xerxész) fia és utódja. Apját, belső zavargások után saját testőrségének parancsnoka, Artabanosz gyilkolta meg, aki a gyanút Dareioszra, I. Xerxész legidősebb fiára terelte. A fiatalabb fivér, I. Artaxerxész dühében megölte az állítólagos apagyilkost és elfoglalta a trónt.
Egyes források Dareiosz gyilkosaként is Artabanoszt említik.
Nem teljesen tisztázottak I. Artaxerxész trónra kerülésének körülményei. Van olyan forrás, amelyik Artabanosznak tulajdonítja I. Artaxerxész trónra lépésének sikerét, míg mások szerint I. Artaxerxész azután jutott a trónra Kr. e. 464-ben, hogy párviadalban megölte Artabanoszt.
Már röviddel uralkodásának kezdetét követően Kr. e. 463-ban Baktriában, a Perzsa Birodalom legkeletibb tartományában, Artabanosz satrapa vezetésével zendülés tört ki, amihez csatlakozott egy felkelés Egyiptomban a líbiai Inarosz – aki III. Pszammetik egyiptomi király fia volt – vezérletével. Ebbe a konfliktusba avatkozott be a Déloszi Szövetség Kimón parancsnoksága alatt 200 saját és szövetséges hajóval, eleget téve Inarosz segélykérésének. Athén ugyanis régóta harcban állt a perzsákkal, akik részben Spártával szövetségben Kis-Ázsiában és a Földközi-tenger keleti téréségében veszélyeztették érdekeltségeiket. A háttérben pedig Athén perzsa háborúkban történt megerősödése állt: a Déloszi Szövetség erőforrásai lehetővé tettek egy expanzívebb görög terjeszkedést.
Mindenesetre az egyesült líbiai-egyiptomi felkelők a Níluson felhajózott görög flotta támogatásával sikeresen harcoltak és ostromgyűrűbe zárták a perzsákat Memphisznél, de a várost elfoglalni nem tudták. A perzsa hadvezér, az ifjabb Megabyzos ezt az ostromgyűrűt Kr. e. 456-ban feltörte a papremisi csatában és megsemmisítette az attikai támadó flottát. A görög történetíró, Thuküdidész tudósítása szerint Megabyzos hatalmas haddal érkezett és szárazföldi csatában legyőzte az egyiptomiakat és szövetségeseiket, a görögöket elűzte Memphisztől és Proszopitisz szigetén zárta körül őket, végül másfél esztendei ostrom után teljesen felőrölte ellenállásukat. A knidoszi Ktésziasz a görög oldalon 50 hajó elvesztéséről és 6000 elesettről tesz említést. Ezt követően váltakozó sikerű csatákra került sor, melyek során a perzsa veszélytől félve a déloszi kincstárt i. e. 454-ben áthelyezték Athénbe. Kimón Kr. e. 451-ben megtámadta Küproszt és 5 éves fegyverszünetet kötött Spártával. A görögök Kr. e. 450-ben elfoglalták Küproszt, s hajóhaduk Kr. e. 449-ben Szalamisznál döntő sikert aratott a perzsák felett.
Mivel a háború mind a görögöket, mind a perzsákat kimerítette, Kr. e. 449/Kr. e. 448 során tárgyalni kezdtek egymással. S a Kalliasz-féle béke a görög-perzsa háborúk formális befejezését jelentette. A görög városok Kis-Ázsiában és Küproszon ugyan névleg a Perzsa Birodalom részei maradtak, I. Artaxerxésznek azonban el kellett ismernie a városok autonómiáját. A rövidesen, Athén és Spárta között kirobbant konfliktusban mindkét fél a perzsa királyt megpróbálta szövetségesének megnyerni, de ez I. Artaxerszész halála miatt meghiúsult.

### Történelmi jelentősége
I. Artaxerxész a történelemben jószívű királyként jelenik meg. Ő nyújtott nagyvonalúan menedékjogot Themisztoklésznek, a szalamiszi csata győztesének, amikor a görögök száműzték. Uralkodása alatt épült fel a perszepoliszi palotában a „Százoszlopos csarnok”.
Felirataiban az utókor számára a tényeket rögzíttette, valláspolitikáját a tolerancia jellemezte.
Más értékelések szerint gyengekezű uralkodó volt, kinek uralkodása alatt megkezdődött az akhaimenida birodalom hanyatlása. Nevét a Biblia is említi, mivel az ő uralkodása alatt tevékenykedett Ezdrás és Nehémiás, a zsidó közösség és Jeruzsálem újjáépítői a babiloni fogság után. Nehémiás pohárnoka volt a királynak, akinél elérte, hogy hazaengedje Jeruzsálembe és felépítse Jeruzsálem falait.

## Gyermekei
- Első feleségétől, Damaspiától[3]
  - II. Xerxész[3]

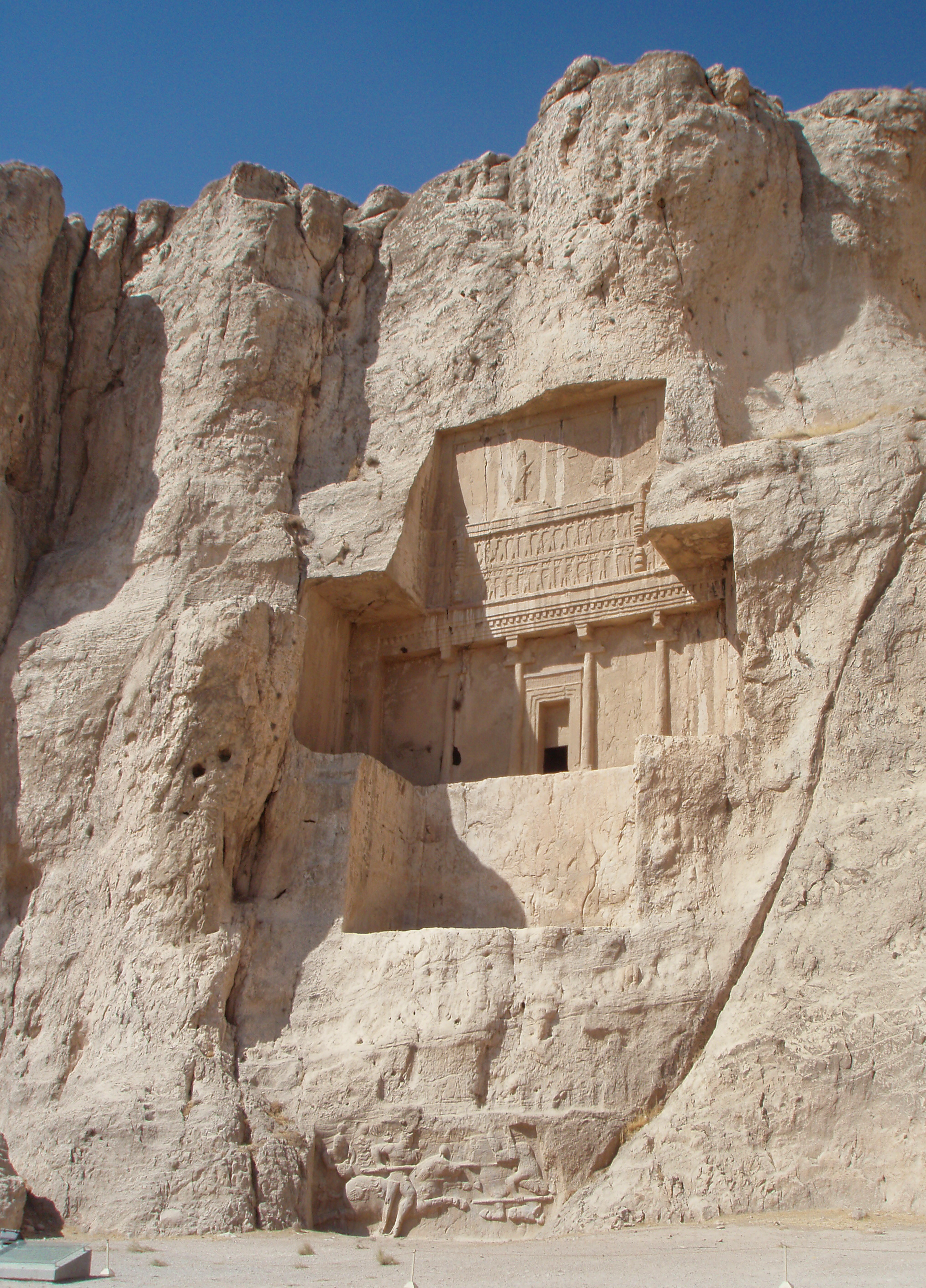
I. Artaxerxész sírja. Naqsh-e Rustam, Irán

- Második feleségétől, a babilóni Aloginétól:
  - Szogdianosz[3]

- Harmadik feleségétől, az ugyancsak babilóni Andiától:[3]
  - Bagopaeus[3]
  - Parüszatisz[3] (II. Dareiosz felesége)

- Negyedik feleségétől, az ugyancsak babilóni Koszmartidenétől:[3]
  - II. Dareiosz[3]
  - Arszitész[3]